# Conjunt megalític dels Estanys
El conjunt megalític dels Estanys és un grup de dòlmens i menhirs situats a l'entorn del paratge natural dels Estanys de la Jonquera (Alt Empordà).
L'integren tres sepulcres megalítics (dòlmens) de cambra simple, de dimensions reduïdes, i tres menhirs separats entre ells, però orientats seguint una certa alineació. En connexió amb aquests darrers, unes construccions molt modestes permeten pensar en l'existència d'alguna mena de recinte cultual al seu entorn.
Tot el conjunt ha estat datat, de forma poc precisa, entre el Neolític mitjà i els inicis de l'edat del bronze. La majoria foren descoberts i restaurats durant les dècades del 1980 i 1990.

## Dòlmens
|  | Es tracta d'un dolmen simple, tipus vestíbul-pou, amb cambra rectangular curta. És fet de granit (tipus ull de serp), bastit en terreny pla i sobre una prominència natural. Se'n conserven set peces: dues lloses frontals, dos suports, una capçalera, una llosa lateral i una coberta. El túmul, circular, està en molt bon estat i amb una alçada màxima conservada de 90 cm. Pel seu tipus arquitectònic es pot deduir que pertany a la darrera fase dels sepulcres megalítics de l'Alt Empordà/Rosselló, cap a la segona meitat del mil·lenni III aC. Descobert el 1982 per Valentí Cullell, fou excavat l'any 1983 per Roser Vilardell i restaurat entre els anys 1994-1998. Està inclòs a l'IPAPC: «Dolmen dels Estanys I». Inventari del Patrimoni Arqueològic i Paleontològic de Catalunya. Generalitat de Catalunya. Departament de Cultura. Direcció General del Patrimoni Cultural. |
|  | Es tracta d'un dolmen de corredor amb cambra subcircular i un accés en forma de corredor curt intern o fals, únic a l'Alt Empordà. És fet de granit, bastit en terreny pla i sobre una prominència natural. Se'n conserven tretze peces: una porta, dos suports laterals, dos muntants quadrangulars, dues parets en tascó, cinc suports laterals de la cambra i la coberta. El túmul és circular i compta amb dos anells de contenció separats per sorres groguenques, que estaven recobertes per blocs petits que n'asseguraven la fortalesa. La seva estructura interna és la més complexa que es coneix a l'Albera i entorns. Pel seu tipus arquitectònic es pot deduir que pertany a la primera fase dels sepulcres megalítics de l'Alt Empordà/Rosselló, cap a la primera meitat del mil·lenni IV aC. Descobert el 1986 per Miquel Cura i Josep Tarrús, excavat l'any 1987 per ambdós i Roser Vilardell. Restaurat entre els anys 1994-1998. Està inclòs a l'IPAPC: «Dolmen dels Estanys II». Inventari del Patrimoni Arqueològic i Paleontològic de Catalunya. Generalitat de Catalunya. Departament de Cultura. Direcció General del Patrimoni Cultural. |
|  | Sepulcre sense determinar, potser es tracta d'una cista tardana o d'un dolmen simple. És fet de granit, bastit en terreny pla. Se'n conserven tres peces: dues lloses laterals i una coberta. El túmul és quadrangular i compta amb un peristàlit de lloses clavades. Pel seu tipus arquitectònic es pot situar, aproximadament, a finals del mil·lenni III aC o inicis del mil·lenni II aC. Descobert el 1987 per Joan Budó. Està inclòs a l'IPAPC: «Dolmen dels Estanys III». Inventari del Patrimoni Arqueològic i Paleontològic de Catalunya. Generalitat de Catalunya. Departament de Cultura. Direcció General del Patrimoni Cultural. |

## Menhirs
|  | Bloc de granit de secció romboïdal i de forma antropomorfa, tipus «frare», amb els caires repicats per donar-li la forma buscada. Les seves dimensions són 2,40 m d'alçada externa, 1,30 m d'amplada i 0,75 m de gruix. La tècnica d'implantació és la inserció amb falques de pedra a la base, al costat de blocs de mides diverses. S'ha datat amb una cronologia àmplia, entre el mil·lenni VI aC i el mil·lenni III aC. Descobert el 1978 per Lluís Esteva i Cruañas. Està inclòs a l'IPAPC: «Menhir del Quer Afumat-I». Inventari del Patrimoni Arqueològic i Paleontològic de Catalunya. Generalitat de Catalunya. Departament de Cultura. Direcció General del Patrimoni Cultural. |
|  | Bloc de granit de secció rectangular i forma d'estela. Les seves dimensions són 2,10 m d'alçada externa, 1,25 m d'amplada i 0,55 m de gruix. La tècnica d'implantació és la inserció dins la roca esmicolada, amb falques de quars i granit i un túmul artificial. Al seu davant hi ha una estructura en semicercle i un fossat, i al darrere s'hi troben disposats blocs de pedra seca. Tot plegat fa pensar que es tractava més aviat d'un «recinte», amb una estacada i un mur, encerclant el menhir que quedaria presidint l'espai interior. S'ha datat amb una cronologia àmplia, entre el mil·lenni VI aC i el mil·lenni III aC. Descobert el 1987 per Valentí Cullell, fou excavat els anys 1987-1988 per Josep Tarrús, Sara Aliaga i Oriol Mercadal. Està inclòs a l'IPAPC: «Menhir dels Estanys I». Inventari del Patrimoni Arqueològic i Paleontològic de Catalunya. Generalitat de Catalunya. Departament de Cultura. Direcció General del Patrimoni Cultural. |
|  | Bloc de granit de secció romboïdal i fal·liforme, amb els caires estan repicats per donar-li la forma buscada. Les seves dimensions són 2 m d'alçada externa, 0,60 m d'amplada i 0,30 m de gruix. La tècnica d'implantació és la inserció amb fillols de pedra. Es va trobar tombat. S'ha datat amb una cronologia àmplia, entre el mil·lenni VI aC i el mil·lenni III aC. Descobert el 1986 per Joan Budó, va ser restaurat els anys 1987-1988. Està inclòs a l'IPAPC: «Menhir dels Estanys II». Inventari del Patrimoni Arqueològic i Paleontològic de Catalunya. Generalitat de Catalunya. Departament de Cultura. Direcció General del Patrimoni Cultural. |